# Musculus marmoratus
Musculus marmoratus är en musselart som först beskrevs av Forbes 1838.  Musculus marmoratus ingår i släktet Musculus och familjen blåmusslor. Inga underarter finns listade i Catalogue of Life.